# Bénigne Grenan
Pour les articles homonymes, voir Grenan.
 (novembre 2014).
Bénigne Grenan, célèbre professeur dans l'université de Paris, né en 1681 à Noyers en Bourgogne et mort en 1723.

## Biographie
Il fit ses études dans la capitale avec tant d'éclat, qu'à l'âge de vingt-deux ans on le jugea digne d'occuper une chaire de seconde au collège d'Harcourt. Il passa, quelques années après, à celle de rhétorique dans le même collège. Pendant vingt ans qu'il enseigna, il se fit estimer par son zèle à remplir les devoirs de sa place, et admirer par son esprit, son goût et son rare talent pour la poésie latine et l'éloquence. Une Ode qu'il composa en 1711 sur le vin de Bourgogne, et dans laquelle il lui accordait la prééminence sur celui de Champagne, ne laissa pas de contribuer à sa célébrité, en donnant lieu, entre lui et son collègue Charles Coffin, à une sorte de combat littéraire qui fit du bruit et amusa le public. Coffin, quoique Champenois, ne s'était pas fort empressé, de ré clamer en faveur du vin de son pays ; mais s'étant trouvé à table, chez l'abbé de Louvois, avec le professeur Hersan, celui-ci lui reprocha, en plaisantant, son indifférence et son peu de patriotisme.
Piqué d'honneur, Coffin répondit par une ode pleine de feu et d'esprit à celle de Grenan. Le badinage n'en resta point là. Grenan adressa au premier médecin, Guy-Crescent Fagon, des hendécasyllabes en forme ; de requête, aux fins de faire proscrire par la Faculté le vin de Champagne, comme contraire à la santé ; et Coffin adressa en vers un prétendu décret, rendu dans l'île de Cos, lequel, au moyen d'une ingénieuse ironie, semble prononcer en faveur du bourgogne, quoiqu'au fond le Champagne gagne sa cause. Rien dans cette lutte n'outre-passa les bornes d'une plaisanterie spirituelle ; on fut poli de part et d'autre.
Il n'en fut pas ainsi d'un débat plus sérieux entre Grenan et le Père Porée. Tous deux avaient été chargés de prononcer l'éloge funèbre de Louis XIV : l'un, au nom de l'université, en Sorbonne ; l'autre, aux Jésuites, au nom de sa société. Grenan se permit de critiquer la harangue du Père Porée ; ce Père récrimina dans une lettre adressée à Grenan, et lui reprocha de s'être borné dans l'éloge du prince, tout en le louant de son zèle pour l'extirpation de l'hérésie, à parler du calvinisme et du quiétisme, sans dire un seul mot du jansénisme. Cette rixe donna lieu à plusieurs écrits, dans lesquels l'aigreur est mêlée aux raisons : ces différentes pièces, d'abord imprimées séparément, ont été réunies, dans un, recueil in-12 publié en 1716. Grenan mourut en 1725, âgé de 42 ans.

## Publications
Ses principaux ouvrages sont :
- une Paraphrase en vers latins sur les Lamentations de Jérémie, Paris, 1715, in-8, avec le texte à côté. Le Père Porée lui-même en fait l'éloge.
- Des Discours latins sur différents sujets. On en trouve quatre dans les : Selecta carmins, orationesqua clavissimorum in universitate Parisiensi professormit. Ils roulent sur la nécessité de lire l'Écriture sainte, sur le travail qu'exige l'enseignement, et l'avantage qui en résulte pour la chose publique ; sur l'excellence de la poésie ; enfin sur la corruption de l'éloquence et les moyens d'y remédier…
- l'Éloge funèbre de Louis XIV, dans le même recueil ;
- des Pièces de poésie, insérées aussi dans ce recueil, dont le septième livre est entièrement composé des vers de Grenan.
- L'Ode sur le vin de Bourgogne et les pièces accessoires sont dans le sixième, et ont été traduites en français, et notamment en vers français par le comte Louis de Chevigné (avec le texte latin), Villers-en-Prayères, 1826, in-8° de 24 pages.

## Source
« Bénigne Grenan », dans Louis-Gabriel Michaud, Biographie universelle ancienne et moderne : histoire par ordre alphabétique de la vie publique et privée de tous les hommes avec la collaboration de plus de 300 savants et littérateurs français ou étrangers, 2e édition, 1843-1865 [détail de l’édition]